# Hypoplexia carnicolora
Hypoplexia carnicolora är en fjärilsart som beskrevs av Warren. Hypoplexia carnicolora ingår i släktet Hypoplexia och familjen nattflyn. Inga underarter finns listade i Catalogue of Life.